# 浅利駅
浅利駅（あさりえき）は、島根県江津市浅利町にある、西日本旅客鉄道（JR西日本）山陰本線の駅である。

## 歴史
- 1918年（大正7年）11月25日：鉄道院山陰本線仁万駅 - 当駅間延伸時に終着駅として開設[1]。客貨取扱開始[1]。
- 1920年（大正9年）12月25日：山陰本線当駅 - 都野津駅間延伸、途中駅となる。
- 1975年（昭和50年）7月21日：貨物取扱廃止[1]。
- 1977年（昭和52年）6月20日：業務委託駅化[2]。
- 1985年（昭和60年）3月14日：荷物扱い廃止[1]、無人駅化[3]。
- 1987年（昭和62年）4月1日：国鉄分割民営化に伴い、西日本旅客鉄道（JR西日本）の駅となる[1]。同時に有人駅化[4]
- 1990年（平成2年）3月10日：再度無人駅化[4][5]。
- 1993年（平成5年）12月13日：駅から150m離れた場所にあった山陰合同銀行浅利代理店が駅舎内に移転、営業開始[6]。
- 2007年快速アクアライナーの停車駅になる。（静間駅敬川駅久代駅も停車駅になる。）
- 2018年（平成30年）10月1日：駅舎内の山陰合同銀行浅利代理店が、浅利出張所となる[7]。
- 2020年（令和2年）9月7日：駅舎内の山陰合同銀行浅利出張所が江津支店に統合され、閉鎖[8]。

## 駅構造
益田方面に向かって左側に単式ホーム1面1線を有する地上駅（停留所）。以前は島式ホーム1面2線であったが、現在は駅舎側の線路が撤去されている。陸側に木造駅舎があり、以前構内踏切であった通路がホーム出雲市寄りに連絡している。
浜田鉄道部管理の無人駅。駅舎内の待合室に乗車駅証明書発行機が設置されていたが、現在は撤去されている。
1993年に駅事務室であったスペースを改築して、山陰合同銀行浅利代理店が入居した。しかし、2020年に店舗統合に伴い閉鎖された。

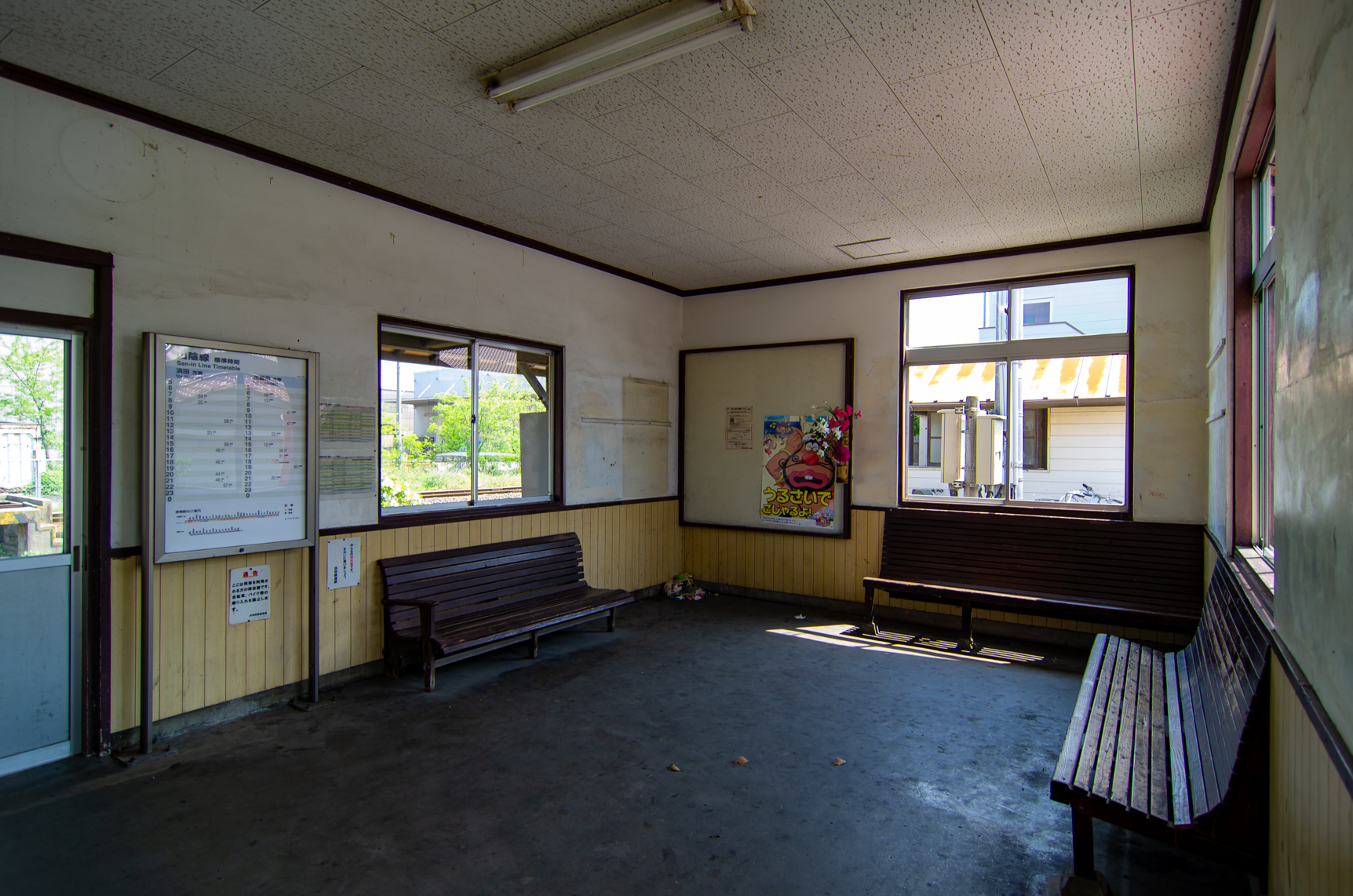
待合室（2012年5月、駅舎内）
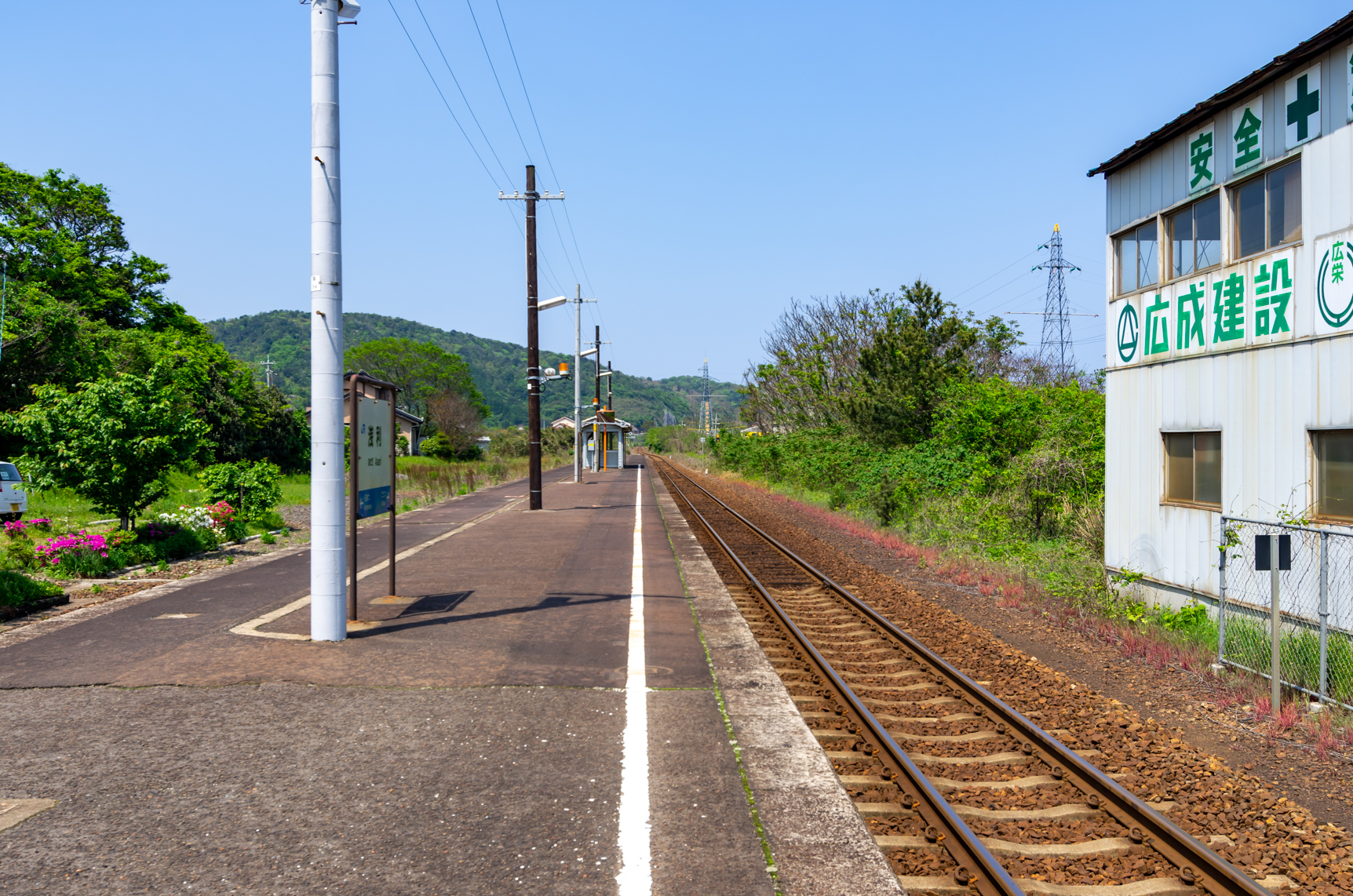
ホーム（2012年5月）

## 利用状況
2022年度の1日平均乗車人員は34人である。2004年度は99人、1994年度は163人、1984年度は174人であった。
近年の1日平均乗車人員推移は以下の通り
| 乗車人員推移 | 乗車人員推移 |
| 年度         | 1日平均人数  |
| ------------ | ------------ |
| 1999         | 118          |
| 2000         | 109          |
| 2001         | 97           |
| 2002         | 97           |
| 2003         | 100          |
| 2004         | 99           |
| 2005         | 90           |
| 2006         | 84           |
| 2007         | 80           |
| 2008         | 80           |
| 2009         | 75           |
| 2010         | 70           |
| 2011         | 61           |
| 2012         | 49           |
| 2013         | 57           |
| 2014         | 45           |
| 2015         | 42           |
| 2016         | 46           |
| 2017         | 40           |
| 2018         | 37           |
| 2019         | 38           |
| 2020         | 35           |
| 2021         | 41           |
| 2022         | 34           |

## 駅周辺
- 江津浅利郵便局
- 浅利寺
- 新ニノミヤメタル江津工場
- 日本海信用金庫 浅利支店
- 国道9号
- 島根県道205号浅利停車場線

### バス路線
「浅利駅口」停留所より、石見交通（大田営業所）の路線が発着する。
- 大田江津線：温泉津温泉口・大田市立病院前 / 済生会江津病院

## 隣の駅
西日本旅客鉄道（JR西日本）
 山陰本線
黒松駅 - 浅利駅 - 江津駅

#### 統計資料
1. ↑  “島根県統計書”. しまね統計情報データベース.   島根県政策企画局. 2025年2月4日閲覧。